# 20 Pułk Huzarów (Cesarstwo Niemieckie)
20 pułk huzarów (3 Saksoński) (niem. 3. Königlich Sächsisches Husaren-Regiment Nr. 20)  – pułk kawalerii niemieckiej okresu Cesarstwa Niemieckiego.
Pułk został sformowany 10 października 1910. Stacjonował w Budziszynie . Wchodził w skład XII Korpusu Armijnego .

 Wiosną 1914 był w strukturze 27 Brygady Kawalerii z 27 Dywizji Piechoty.
W wyniku mobilizacji, w sierpniu 1914 pułk osiągnął gotowość bojową i w składzie 23 Dywizji Piechoty z XII Korpusu Armijnego został wysłany na front zachodni.

## Bibliografia

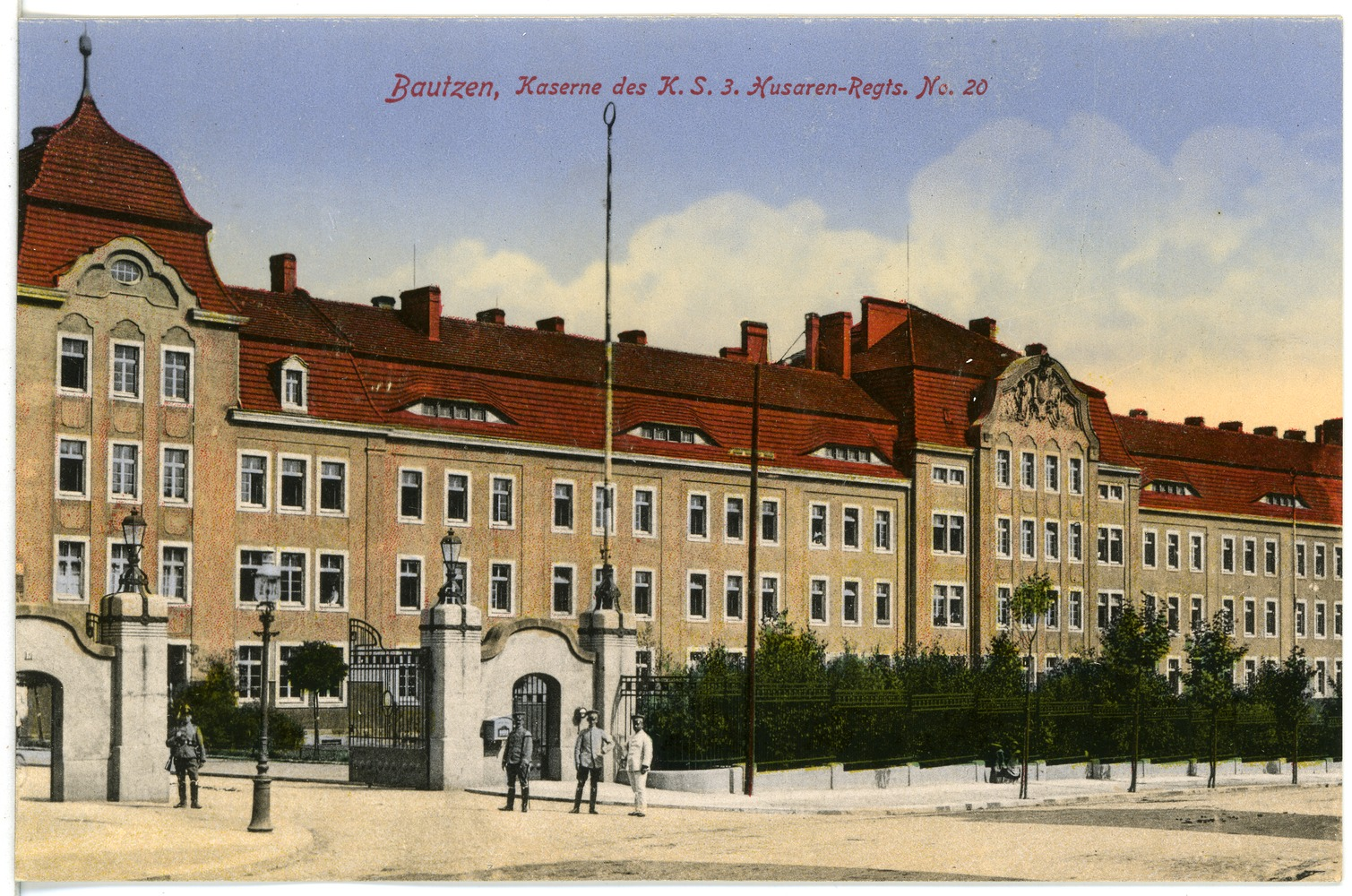
Koszary pułku